# Мінний закладач

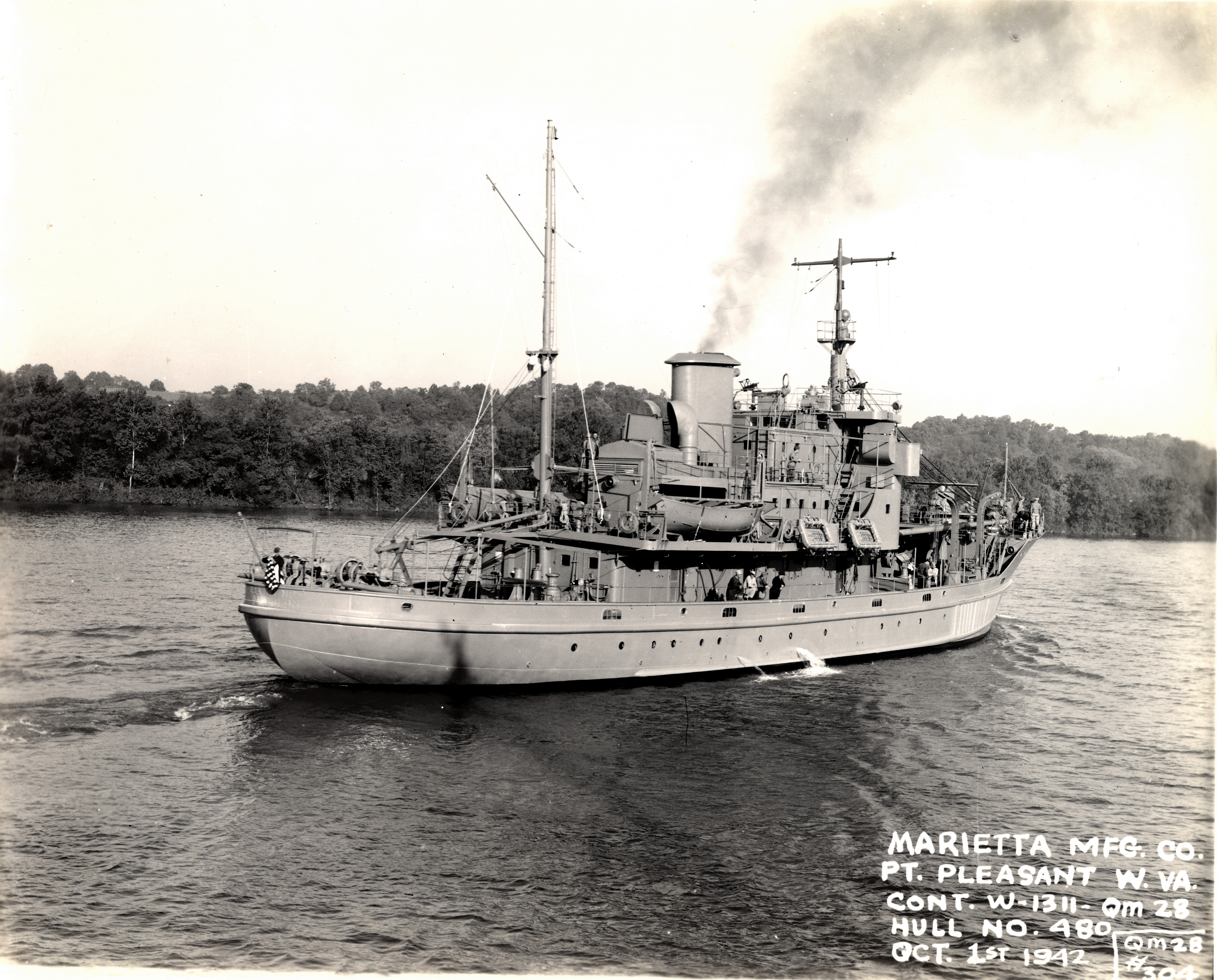
Мінний закладач армії США M 1 «Борт No. 480» Major General Wallace F. Randolph.

Мінний закладач (більш рання назва  «торпедний закладач») — термін, використовуваний для кораблів мінної війни, запроваджений у перші дні Першої світової війни. Термін використовувався насамперед у США. Мінний закладач був спеціально розроблений для установки контрольованих та контактних мін поблизу прибережних укріплень. Цей клас кораблів відрізнявся як за конструкцією, так і за функціями від призначеного для дій у відкритому морі мінних загороджувачів. Натомість мінний закладач призначався  для установки контрольованих мінних полів у визначених місцях, детонація мін у яких могла здійснюватись з берега, коли спостерігач помічав, що ворожий корабель наблизився у зону їх ураження. Спеціалізовані кораблі з такими функціями  використовували з 1860-х років, коли «торпеди» (як спочатку називали морські міни) були успішно застосовані під час Громадянської війни в США і аж до втрати військового значення прибережними фортецями після Другої світової війни.

## Історія та термінологія
Найбільш раннє застосування «торпед» було пов'язане з обороною гаваней. Таким чином, розвиток кораблів, призначених для їх встановлення, відбувався разом з еволюцією мінної зброї. Наприклад, протоколи Шістдесятого Конгресу містять згадку про «придбання закладача торпед і двох катерів для Гавайських островів» у зв'язку з встановленням підводних мін для оборони Гаваїв. У США та деяких інших країнах існували підрозділи берегової оборони, які потребували кораблів для встановлення мін та проведення кабелів для управління ними ще у кінці 19 століття. Спочатку це були переобладнані судна. У 1904 року перші кораблі, спеціально призначені для виконання відповідних завдань, були закладені у США. Вони належали Корпусу берегової артилерії Армії США.

## Мінні закладачі інших держав
Крім США контрольовані мінні поля, і, відповідно, кораблі призначені для їх обслуговування, використовували Велика Британія, Німеччина, Італія та Японія.